# Johannes Hermanus Fruyt van Hertog
Johannes Hermanus Fruyt van Hertog, nizozemski general, * 1879, † 1948.